# Blepharepium luridum
Blepharepium luridum là một loài ruồi trong họ Asilidae. Blepharepium luridum được Rondani miêu tả năm 1848.